# John Holmquist
John Holmquist est un réalisateur américain de film d'animation ou de long métrage de comédie, également jouer de guitare classique

## Filmographie
- 1992 : Les Simpsons
- 1994 : Aaahh !!! Real Monsters
- 1994 : Les Razmoket
- 1994 : Les Aventures de Ronald McDonald
- 2000 : Les Griffin
- 2004 : Le Roi de Las Végas